# 13272 Ericadavid
13272 Ericadavid è un asteroide della fascia principale. Scoperto nel 1998, presenta un'orbita caratterizzata da un semiasse maggiore pari a 2,3343239 au e da un'eccentricità di 0,1582066, inclinata di 3,85301° rispetto all'eclittica.
L'asteroide è dedicato alla studentessa Erica Elizabeth David.